# San Martin de Tor
Sankt Martin in Thurn (Ladinisch: San Martin de Tor, Italiaans: San Martino in Badia) is een gemeente in de Italiaanse provincie Zuid-Tirol (regio Trentino-Zuid-Tirol), in het Val Badia en telt 1720 inwoners (31-12-2004). De oppervlakte bedraagt 76,3 km², de bevolkingsdichtheid is 23 inwoners per km².
San Martin de Tor behoort tot het Ladinische taalgebied: van de bevolking spreekt 97% Ladinisch, 2% Duits en 1% Italiaans.

## Geografie
De gemeente ligt op ongeveer 1127 m boven zeeniveau.
San Martin de Tor grenst aan de volgende gemeenten: Badia, Brixen, Corvara, La Val, Lüsen, Mareo, Santa Cristina Gherdëina, Sëlva, Villnöß.

### Kernen
- San Martin / Picolin (D: Sankt Martin / Picolein, I: San Martino / Piccolino)
- Lungiarü (Kampill, Longiarú)
- Antermëia (Untermoj, Antermoia)

## Bezienswaardigheden
- Museum Ladin Ćiastel de Tor (Ladinisch volksmuseum in Kasteel Thurn)
- Institut Ladin Micurà de Rü (Ladinisch cultureel instituut "Micurà de Rü")